# Bealova domněnka
Bealova domněnka je nápadem amatérského matematika Andrewa Beala.
Při zkoumání a zevšeobecňování Velké Fermatovy věty roku 1993 sestavil Beal následující odhad:
Jestliže {\displaystyle A^{k}+B^{l}=C^{m},\,}
kde A, B, C, k, l, a m jsou kladná celá čísla, přičemž k, l, m > 2, pak A, B, C musí mít společného dělitele ve svém prvočíselném rozkladu.
Beal nabídl cenu 1 000 000 dolarů (zdroj: ČTK, 05.06.2013) za dokázání této domněnky, případně za nalezení protipříkladu.

## Příklad
Pro ilustraci řešení 33 + 63 = 35 byl dán základ se společným dělitelem v prvočíselném rozkladu 3 a řešení 76 + 77 = 983 o společném děliteli 7. Pak má rovnice skutečně nekonečno řešení, například ve tvaru:
{\displaystyle \left[a\left(a^{m}+b^{m}\right)\right]^{m}+\left[b\left(a^{m}+b^{m}\right)\right]^{m}=\left(a^{m}+b^{m}\right)^{m+1}}
pro všechna {\displaystyle a}, {\displaystyle b}, {\displaystyle m>3}. Nicméně žádné řešení rovnice není protipříkladem k domněnce, protože základy mají společný faktor prvočíselného rozkladu, kterým je {\displaystyle a^{m}+b^{m}}.

## Vlastnosti
Při počítačovém zpracování za použití AID při modulární aritmetice byla podmínka ověřena pro všech šest proměnných až do 1000. Pak tedy v každém protipříkladu musí být alespoň jedna proměnná větší než tisíc.
Výrok, že k, l, m (namísto A, B, C) musí mít společný faktor v prvočíselném rozkladu není pravdivý. Například: {\displaystyle 27^{4}+162^{3}=9^{7}}.
Bealova domněnka je zevšeobecněním Velké Fermatovy věty opírající se o případ: {\displaystyle k=l=m}. Jestliže {\displaystyle a^{n}+b^{n}=c^{n}} kde {\displaystyle n\geq 3}, pak buď základy jsou nesoudělné nebo sdílejí společného dělitele v prvočíselném rozkladu. Jestliže jej sdílejí, můžeme jej vytknout z rovnice a získat tak menší nesoudělné základy.
Domněnka neplatí pro širší základnu Gaussových celých čísel. Byla vypsána odměna 50 $ za protipříklad. Fred W. Helenius poté ukázal, že (−2 + i)3 + (−2 − i)3 = (1 + i)4